# Comitato centrale
Il Comitato centrale (CC) di un'associazione è solitamente l'organo esecutivo e decisionale più importante dell'associazione stessa.
L'espressione è in particolare usata per designare gli organi esecutivi dei partiti politici, specie quelli a orientamento socialista o della destra sociale.

## Organizzazione
Comitato centrale è il termine usato per designare l'organo collegiale di tipo assembleare, eletto dal congresso, che dirige l'organizzazione tra una sessione congressuale e l'altra, svolgendo funzioni deliberative ed eleggendo gli organi esecutivi (segretario generale, ufficio politico ecc.).
Nei Paesi socialisti il comitato centrale del partito comunista è di fatto una delle istituzioni politiche più importanti dello stato, sebbene formalmente rimanga un organo del partito. Esso finisce per assumere un rilievo superiore allo stesso parlamento, che si trova a ratificare le decisioni assunte nel comitato centrale. Infatti quest'ultimo stabilisce l'ordine del giorno dell'assemblea parlamentare, delibera sulle leggi più importanti, propone all'assemblea le nomine ecc.; talora sono addirittura previsti atti normativi adottati congiuntamente dal comitato centrale e dal parlamento od organi misti che rispondono all'uno e all'altro. Il comitato centrale, inoltre, avvalendosi dell'apparato posto alle sue dipendenze, esercita una funzione di controllo non solo sugli organi del partito ma anche su quelli dello stato.

## Storia
Nel tempo la denominazione ha finito per essere tradizionalmente associata al comunismo, tanto che molti partiti, ad esempio vari partiti socialisti e alcuni partiti post-comunisti, l'hanno abolita per dare un segno di distinzione o discontinuità rispetto a quella ideologia. In Italia è stata utilizzata dal Partito Socialista Italiano, che l'ha abbandonata all'epoca della segreteria di Bettino Craxi, e dal Partito Comunista Italiano. Dopo lo scioglimento di quest'ultimo la denominazione è utilizzata dal Partito dei Comunisti Italiani mentre non è stata ripresa né dai Democratici di Sinistra né dal Partito della Rifondazione Comunista.
Va comunque detto che, al di là del nome utilizzato, molti partiti (ed associazioni analoghe) dispongono di un organo corrispondente al comitato centrale (variamente denominato, ad esempio consiglio nazionale, o assemblea nazionale), che opera quale massima assemblea deliberativa tra una sessione e l'altra del congresso, dato che quest'ultimo, per le sue dimensioni, si può riunire solo saltuariamente.

## Comitati centrali nel mondo occidentale

### Italia
AI tempi della Prima Repubblica, avevano un organo designato Comitato centrale i partiti: Movimento Sociale Italiano, Partito Repubblicano Italiano, Partito Socialista Democratico Italiano, Partito Socialista Italiano, Partito Comunista Italiano.

### Stati Uniti d'America
I due principali partiti statunitensi, il Partito Repubblicano e Partito Democratico, hanno entrambi un Comitato centrale (lì chiamato Comitato nazionale).

### Francia
Il Raggruppamento per la Repubblica è stato un partito politico francese di centro-destra dotato di un comitato centrale. In Francia, inoltre, nell'organizzazione aziendale esistono i Comité central d'entreprise (o CCE), trasformati in Comité social et économique (CSE) dal 2018.